# Wilhelm von Osten

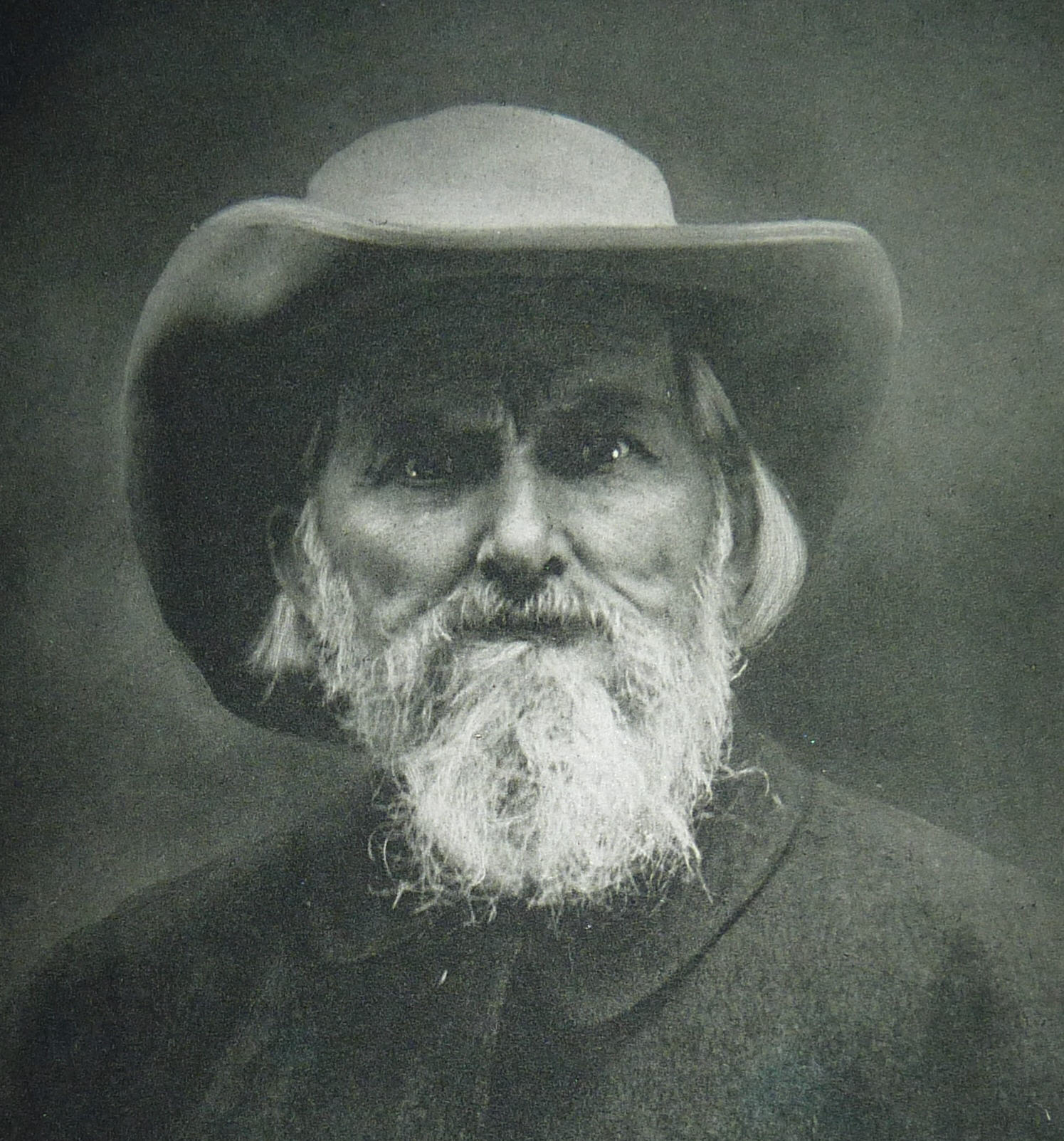
Wilhelm von Osten

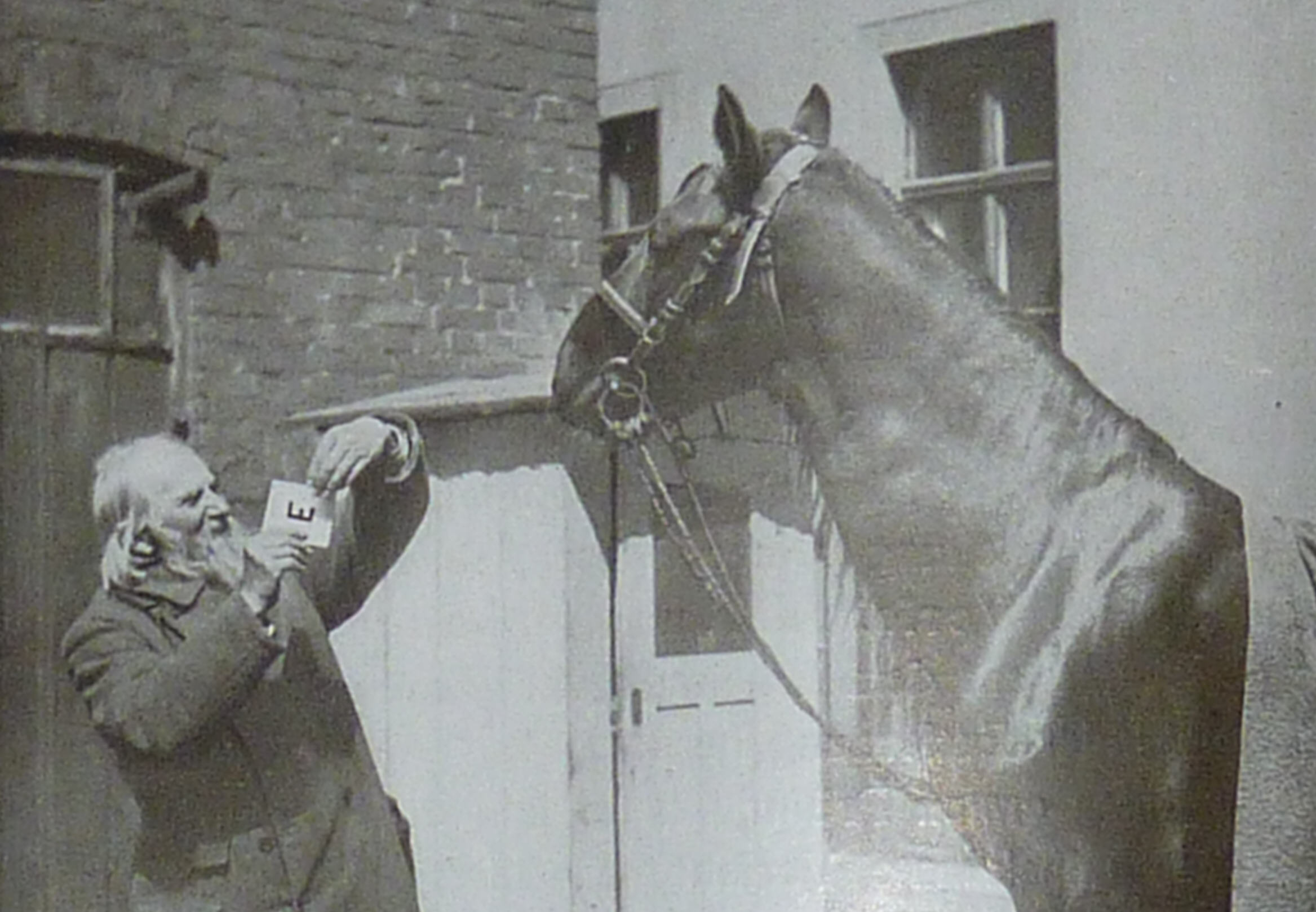
Wilhelm von Osten und der Kluge Hans

Wilhelm von Osten (* 30. November 1838 in Schönsee bei Thorn; † 29. Juni 1909) war der Besitzer und Trainer des zeitweise als Wunderpferd bekannten Klugen Hans.

## Leben

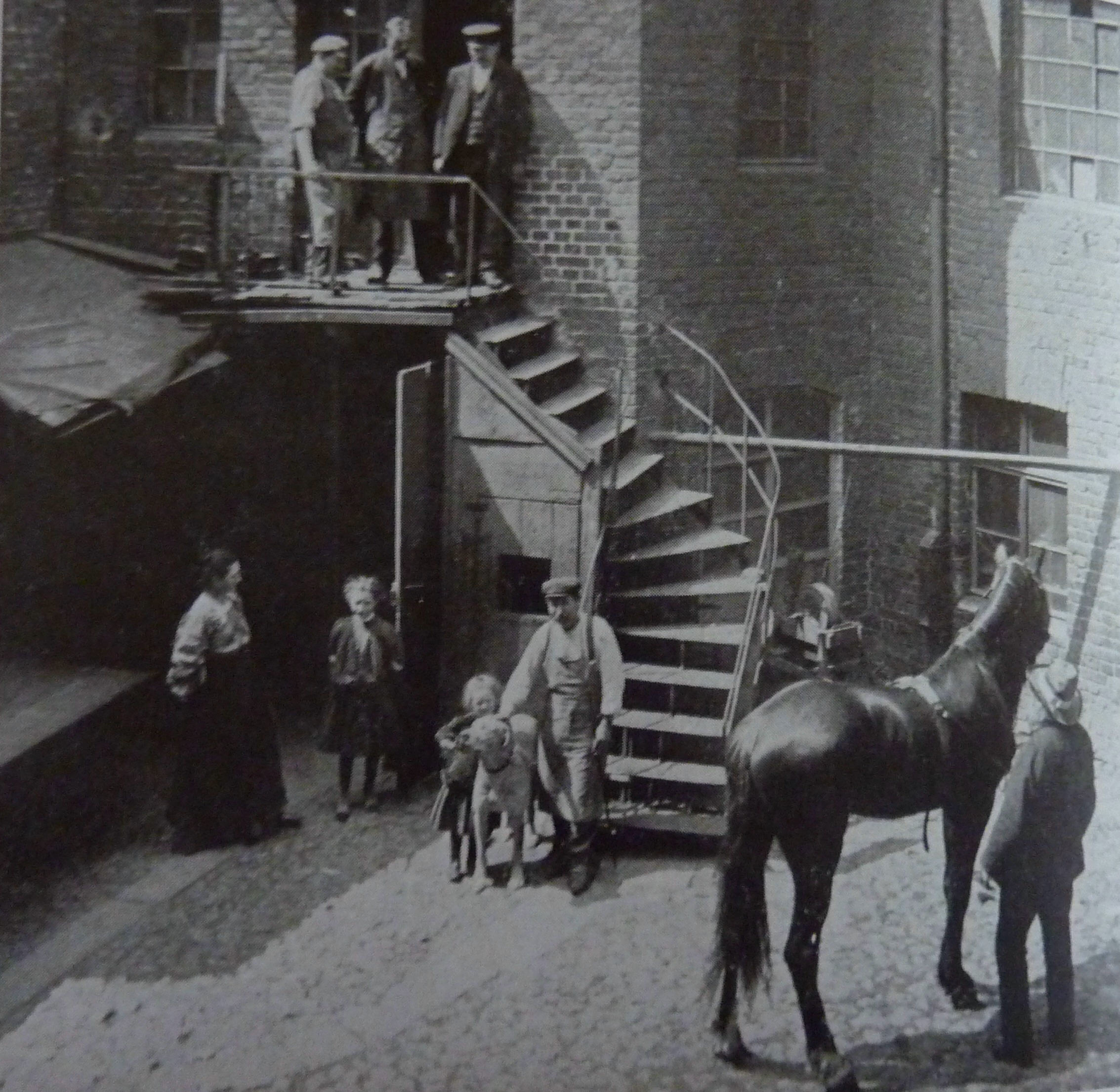
Hans mit von Osten, Familie Piehl und Nachbarn auf dem Hofäre

Von Osten war der Sohn eines Rittergutsbesitzers. Er besuchte bis zur Tertia das Gymnasium in Königsberg. Dann wechselte er auf die Gewerbeschule in Danzig und schließlich auf die Maschinenbauschule in Berlin. Er wurde Elementarschullehrer und arbeitete als solcher in Siegen, Holzminden, Lyck, Lemgo und Barmen. 1866 zog er nach Berlin, wo er das Haus Griebenowstraße 10 kaufte. 1888 kaufte er sein erstes Pferd, einen Hengst, den er Hans nannte und zunächst hauptsächlich als Kutschpferd verwendete. Aus der Tatsache, dass Hans selbstständig abschätzte, ob bzw. wie er mit seinem Wagen eine Einfahrt passieren konnte, schloss von Osten, dass das Pferd zu bewussten Überlegungen in der Lage wäre, und begann, es zu trainieren. Hans I. war schließlich in der Lage, ohne Zügelhilfen und nur auf Zuruf den Wagen wie gewünscht zu ziehen und Zahlen bis fünf durch Aufstampfen anzugeben. Er starb im Alter von zwölf Jahren an einer Darmverschlingung. Seinen Schädel, dessen Stirnwölbung er als äußeres Zeichen eines besonders großen Gehirns interpretierte, bewahrte von Osten auf.

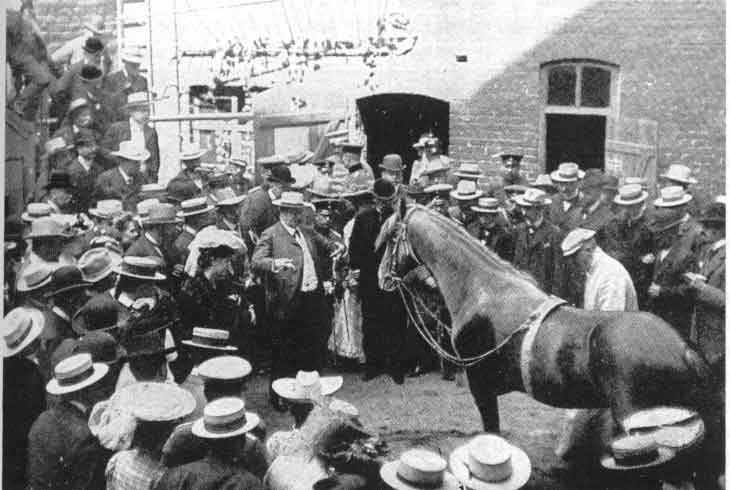
C. G. Schillings führt den Klugen Hans vor

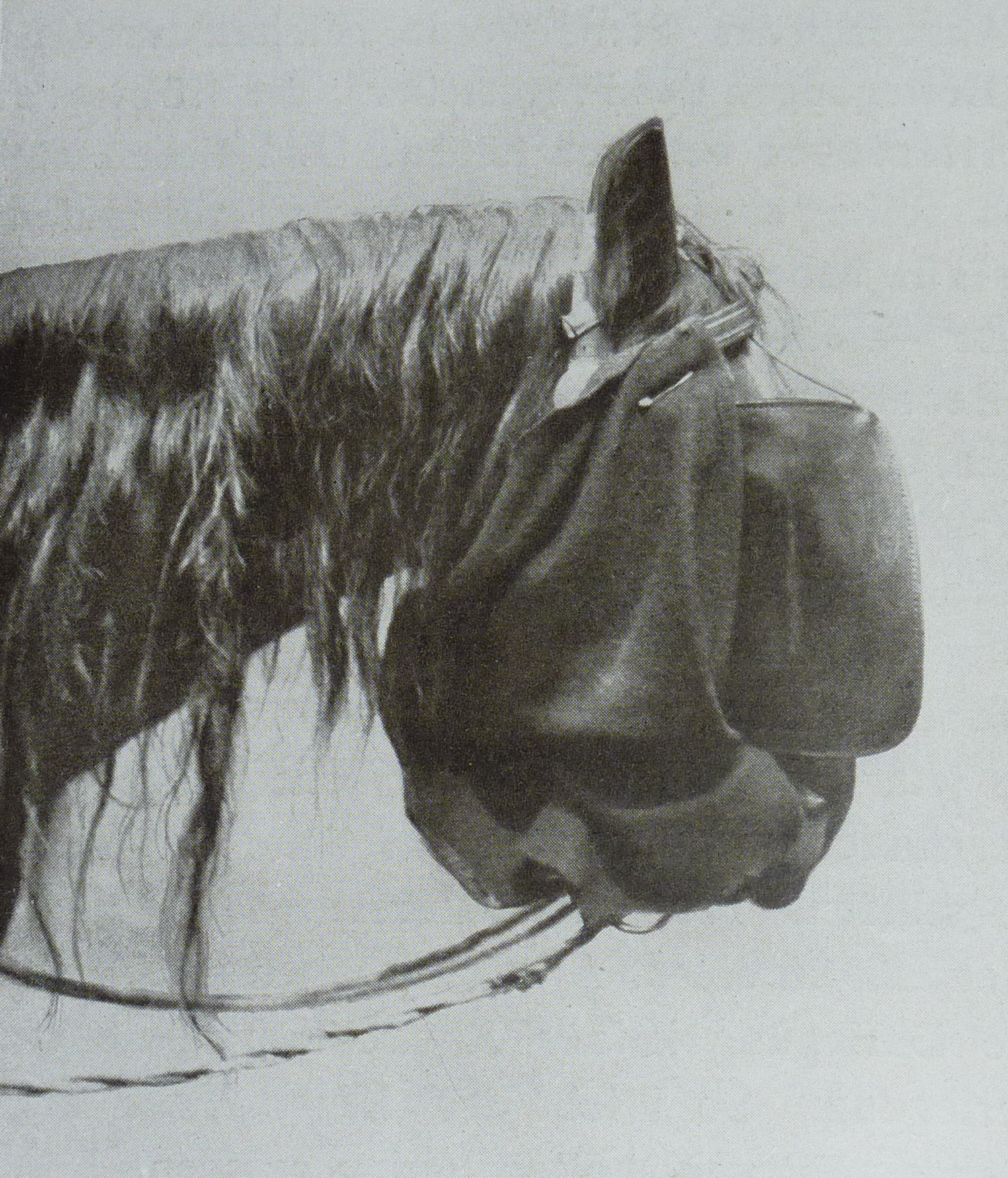
Das Blickfeld des Pferdes wurde eingeschränkt, um Manipulationen auszuschließen

Im Jahr 1900 kaufte sich von Osten in Russland den damals etwa fünfjährigen schwarzen Orlow-Traber, der später als der Kluge Hans bekannt wurde, und begann erneut mit dem Training. Nachdem seine ersten Versuche, die Öffentlichkeit auf das Tier aufmerksam zu machen, gescheitert waren, veröffentlichte er am 28. Juni 1902 eine Verkaufsanzeige im Militärwochenblatt:
Meinen 7jährigen schönen, lammfrommen Hengst, mit welchem ich Versuche zur Feststellung des geistigen Könnens des Pferdes mache, will ich verkaufen. Er unterscheidet zehn Farben, liest, kennt die vier Rechnungsarten u. a. m. von Osten, Berlin, Griebenowstraße 10.
Die erwünschten Reaktionen blieben aus, doch nach einer weiteren Annonce im Deutschen Offizierblatt, mit der von Osten zur Besichtigung des Tieres eingeladen hatte, meldete sich Generalmajor Eugen Zobel und wohnte dem Training im engen Hof des Wohnhauses bei. Er veröffentlichte im Sommer 1904 verschiedene Artikel über von Osten und sein Pferd und machte die beiden bekannt. Von Osten hegte den Wunsch, von einer wissenschaftlichen Kommission seine Ergebnisse bestätigen zu lassen. Eine Eingabe an den Kaiser, die er zu diesem Zweck gemacht hatte, war jedoch hinhaltend beantwortet worden. Nun hatte er immerhin großen Zulauf von Schaulustigen, die beobachteten, wie Hans von C. G. Schillings vorgeführt wurde. Anfang August 1904 besuchte auch der Kultusminister Dr. Studt mit einigen Herren aus seinem Ministerium das Pferd und stellte ihm einige Fragen. Laut einem Artikel in der Staatsbürger-Zeitung vom 13. August 1904 zeigte er höchste Bewunderung für Hans’ Fähigkeiten.
Von Ostens Wunsch nach „wissenschaftlicher“ Überprüfung des Falles war damit aber nicht Genüge getan. C. G. Schillings verfasste daher einen Appell an die Teilnehmer des 6. Internationalen Zoologenkongresses in Berlin, um eine Untersuchungskommission zusammenzustellen. Schließlich erhielt der Direktor des Psychologischen Instituts der Universität, Professor Stumpf, den Auftrag, den Fall zu untersuchen. Stumpf hatte den Klugen Hans schon im Februar 1904 kennengelernt, leitete aber jetzt zusammen mit seinem Assistenten Oskar Pfungst umfangreichere Untersuchungen, die im September 1904 begannen, ein. Diese September-Kommission kam zu dem Schluss, dass Hans weder durch willkürliche noch durch unwillkürliche Hilfen bei seinen Antworten geleitet wurde, wagte jedoch keinen Erklärungsversuch für seine außergewöhnlichen Leistungen. Eine der ersten Personen, die dennoch die Theorie vertraten, dass Hans durch minimale körperliche Reaktionen seiner Prüfer gesteuert wurde, war der Maler Emilio Rendich. Am 14. März 1905 publizierte er in der Berliner Zeitung seine Entdeckung. Um zu untermauern, dass Tiere auch auf minimale, für Menschen kaum wahrnehmbare Zeichen reagieren, dressierte er seine Hündin Nora auf ähnliche Kunststücke, wie Hans sie vollbrachte. Schon Monate vor dieser Veröffentlichung, so Rendich, habe er Nora verschiedenen Mitgliedern der Kommission, unter anderem auch Stumpf selbst, vorgeführt. In einer zweiten Untersuchungsreihe ab dem 13. Oktober 1904 überprüften die Kommissionsmitglieder die Theorie und stellten fest, dass Hans tatsächlich versagte, wenn er den Fragesteller nicht sehen konnte oder wenn dieser selbst die Antwort auf die gestellte Frage nicht wusste. Damit war es um die Karriere des Wunderpferdes geschehen. Stumpf und Pfungst legten alsbald Schriften vor, nach denen der Fall mit dieser Entdeckung beigelegt war.
Von Osten verfocht allerdings die Theorie, dass die Untersuchungskommission Hans umdressiert und damit die Ergebnisse verfälscht habe. Zeitweilig überlegte er, mit Hans ins Ausland zu ziehen, blieb dann aber doch in Berlin. Unterstützt durch den Kaufmann Karl Krall, der zunächst aus der Ferne die Entwicklung des Klugen Hans verfolgt hatte, unternahm er weitere Experimente mit dem Pferd, bei denen auch mit Scheuklappen gearbeitet wurde. Nach einigen Wochen der Umgewöhnung, so Krall, habe Hans auch ohne Sichtkontakt zum Fragesteller wieder richtig geantwortet. Aber diese Ergebnisse interessierten die Öffentlichkeit nicht mehr. In den folgenden Jahren arbeiteten von Osten und Krall gemeinsam mit dem Pferd; von Osten nach wie vor in der Überzeugung, dass Hans eigenständig denken könne, Krall zunächst vor allem in dem Bestreben, die Wahrnehmungsmöglichkeiten des Pferdes zu testen.
Am 12. Juli 1907 zog von Osten auf sein Gut in Sternberg in der Neumark und kehrte nur noch sporadisch nach Berlin zurück. Hans verblieb in dem Stall und auf dem engen Hof, die seit Jahren seinen Bewegungsradius umschrieben, und wurde von dem Schreinermeister Bernhard Piehl, der im Haus wohnte, versorgt. Nach wie vor wurden Tests mit Hans durchgeführt, um festzustellen, ob er etwa auf unwillkürliches Flüstern reagiert hatte. Krall versuchte vergeblich, seine Untersuchungsergebnisse, die zwei Bände unter dem Titel Zur Tierseelenkunde umfassten, bei renommierten Verlagen unterzubringen. Von Osten litt in seinen letzten Lebensjahren unter einer schmerzhaften Erkrankung – schließlich wurde Leberkrebs diagnostiziert – und war ab Januar 1909 bettlägerig. In dieser Zeit äußerte er sich gegenüber Krall hasserfüllt über sein Pferd und wünschte ihm ein Ende vor dem Mörtelwagen. Entgegen anderslautenden Berichten setzte er dem Klugen Hans auch keine Rente aus, sondern vermachte ihn ohne finanzielle Unterstützung Karl Krall.
Wilhelm von Osten wurde am 3. Juli 1909 auf dem Zionskirchhof bestattet; zwei Tage später wurde der Kluge Hans per Bahn nach Mettmann transportiert, wo er auf einem Gut untergebracht wurde. Das Pferd litt aber aufgrund der jahrelangen unsachgemäßen Haltung durch von Osten unter anderem an einer Huferkrankung und wurde im August nach Elberfeld gebracht, wo Krall seine Versuche mit ihm bis 1916 noch fortsetzte.

## Leistungen
Hatte von Osten seinen ersten Hans noch als Kutschpferd gebraucht, so wurde das zweite Pferd ausschließlich als Versuchsobjekt gehalten. Es wurde mehrere Stunden am Vor- und am Nachmittag unterrichtet, hatte nur auf dem engen, gepflasterten Hof des Berliner Hauses Auslauf und war mitunter in einem körperlich verwahrlosten Zustand. Ein Foto aus der Zeit der Scheuklappenversuche zeigt deutliche Weichselzöpfe in der Mähne. Von Osten, der offenbar bis zum Schluss der Meinung war, das Pferd könne wirklich lesen und rechnen, hinterließ keine Aufzeichnungen und war im Umgang mit seinen Besuchern meist undiplomatisch; auf Kralls Vorschläge zu Untersuchungsmethoden ging er nur zögernd ein und kehrte meist schnell zu seinem alten Unterrichtsstil zurück. Von Ostens Versuche, die Denkfähigkeit des Pferdes zu beweisen, lösten jedoch umfangreiche Dispute zur Tierpsychologie aus.